# Liste des intercommunalités de la Côte-d'Or

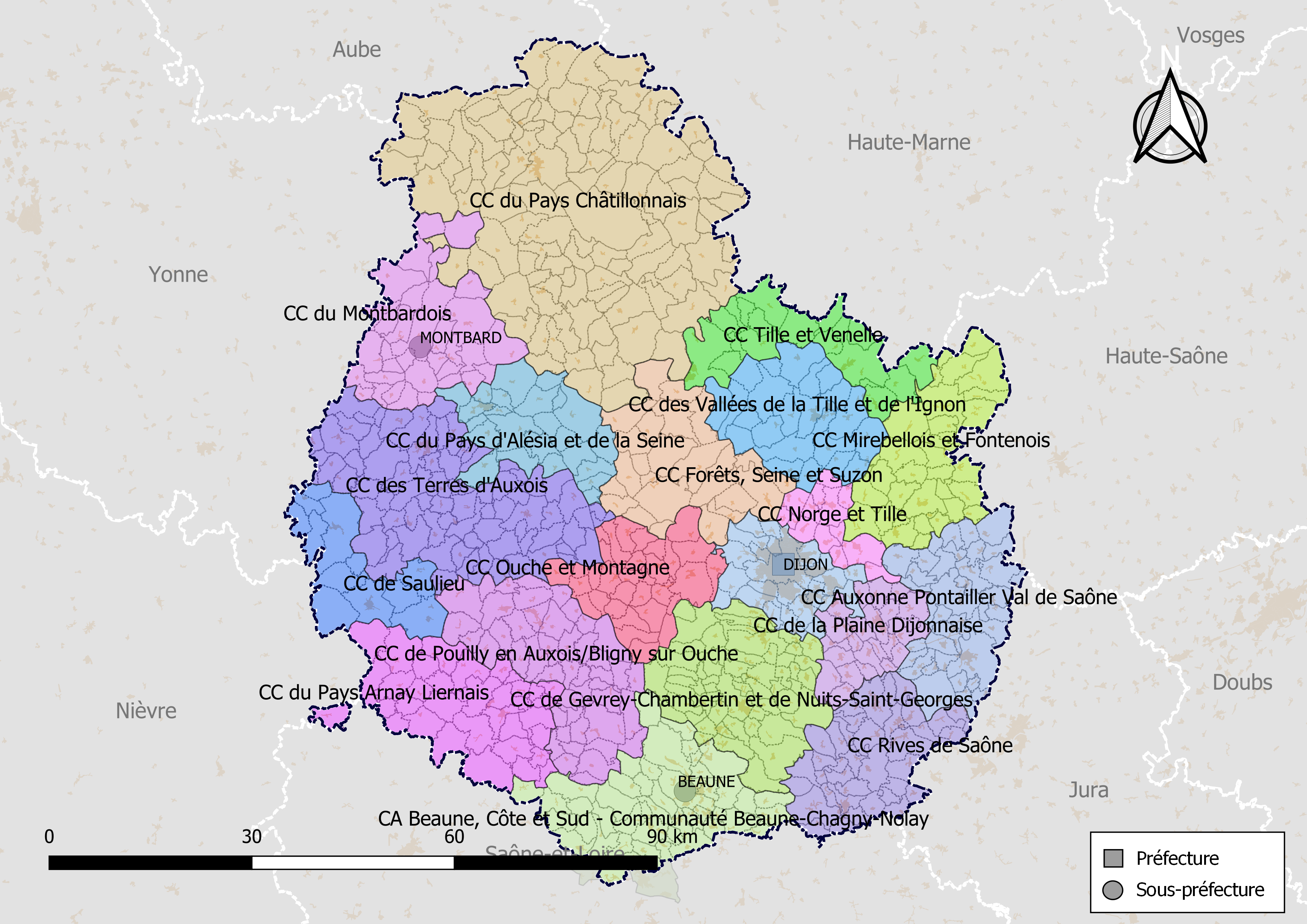
Carte des EPCI de la Côte-d'Or au 1er janvier 2019.

Au 1er janvier 2020, le département de la Côte-d'Or compte 19 établissements publics de coopération intercommunale à fiscalité propre dont le siège est dans le département (une métropole, une communauté d'agglomération et 17 communautés de communes), dont un est interdépartemental. 

## Liste des intercommunalités à fiscalité propre
| Forme juridique            | Nom                                                     | no SIREN  | Date de création | Nombre de communes     | Population (der. pop. légale) | Superficie (km2) | Densité (hab./km2) | Siège                  | Président                  |
| -------------------------- | ------------------------------------------------------- | --------- | ---------------- | ---------------------- | ----------------------------- | ---------------- | ------------------ | ---------------------- | -------------------------- |
| Métropole                  | Dijon Métropole                                         | 242100410 | 24 décembre 1999 | 23                     | 257 193 (2021)                | 240,0            | 1 072              | Dijon                  | François Rebsamen          |
| Communauté d'agglomération | CA Beaune, Côte et Sud - Communauté Beaune-Chagny-Nolay | 200006682 | 1er janvier 2007 | 53 (dont 5 dans le 71) | 50 456 (2021)                 | 558,50           | 90                 | Beaune                 | Alain Suguenot             |
| Communauté de communes     | CC de Gevrey-Chambertin et de Nuits-Saint-Georges       | 200070894 | 1er janvier 2017 | 55                     | 29 706 (2021)                 | 492,90           | 60                 | Nuits-Saint-Georges    | Pascal Grappin             |
| Communauté de communes     | CC Auxonne Pontailler Val de Saône                      | 200070902 | 1er janvier 2017 | 35                     | 23 390 (2021)                 | 384,70           | 61                 | Auxonne                | Marie-Claire Bonnet-Vallet |
| Communauté de communes     | CC de la Plaine Dijonnaise                              | 200000925 | 1er janvier 2006 | 22                     | 22 093 (2021)                 | 204,40           | 108                | Genlis                 | Hubert Sauvain             |
| Communauté de communes     | CC du Pays Châtillonnais                                | 242101434 | 1er janvier 2004 | 107                    | 19 481 (2021)                 | 1 813,90         | 11                 | Châtillon-sur-Seine    | Jérémie Brigand            |
| Communauté de communes     | CC Rives de Saône                                       | 242101509 | 1er janvier 2005 | 38                     | 20 498 (2021)                 | 379,10           | 54                 | Seurre                 | Jean-Luc Soller            |
| Communauté de communes     | CC des Terres d'Auxois                                  | 200071017 | 1er janvier 2017 | 76                     | 15 632 (2021)                 | 770,20           | 20                 | Semur-en-Auxois        | Martine Eap-Dupin          |
| Communauté de communes     | CC Norge et Tille                                       | 200069540 | 1er janvier 2017 | 14                     | 16 416 (2021)                 | 125,20           | 131                | Bretigny               | Ludovic Rochette           |
| Communauté de communes     | CC des Vallées de la Tille et de l'Ignon                | 242100154 | 24 décembre 2001 | 23                     | 13 687 (2021)                 | 374,60           | 37                 | Is-sur-Tille           | Luc Baudry                 |
| Communauté de communes     | CC Mirebellois et Fontenois                             | 200072825 | 1er janvier 2017 | 32                     | 12 561 (2021)                 | 424,20           | 30                 | Mirebeau-sur-Bèze      | Didier Lenoir              |
| Communauté de communes     | CC du Montbardois                                       | 242101491 | 1er janvier 2005 | 33                     | 10 225 (2021)                 | 430,50           | 24                 | Montbard               | Alain Becard               |
| Communauté de communes     | CC Ouche et Montagne                                    | 200039055 | 1er janvier 2014 | 32                     | 11 119 (2021)                 | 319,60           | 35                 | Sainte-Marie-sur-Ouche | Laurent Streibig           |
| Communauté de communes     | CC de Pouilly-en-Auxois - Bligny-sur-Ouche              | 200071207 | 1er janvier 2017 | 47                     | 8 688 (2021)                  | 496,80           | 18                 | Pouilly-en-Auxois      | Yves Courtot               |
| Communauté de communes     | CC du Pays d'Alésia et de la Seine                      | 242101459 | 1er janvier 2004 | 24                     | 7 370 (2021)                  | 315,90           | 23                 | Venarey-les-Laumes     | Patrick Molinoz            |
| Communauté de communes     | CC du Pays Arnay Liernais                               | 200071173 | 1er janvier 2017 | 34                     | 7 014 (2021)                  | 473,20           | 15                 | Arnay-le-Duc           | Gérard Dambrun             |
| Communauté de communes     | CC Forêts, Seine et Suzon                               | 200039063 | 1er janvier 2014 | 25                     | 7 050 (2021)                  | 422,80           | 17                 | Messigny-et-Vantoux    | Catherine Louis            |
| Communauté de communes     | CC de Saulieu                                           | 242101442 | 1er janvier 2004 | 12                     | 5 266 (2021)                  | 265,40           | 20                 | Saulieu                | Maryse Bollengier          |
| Communauté de communes     | CC Tille et Venelle                                     | 200070910 | 1er janvier 2017 | 18                     | 4 931 (2021)                  | 312,70           | 16                 | Selongey               | Albert Vare                |